# Buque de asalto anfibio Tipo 075
El buque de asalto anfibio Tipo 075 (designación OTAN: clase Yushen) es una clase de ocho (8) LHD (landing helicopter dock) construidos por Hudong-Zhonghua Shipbuilding para la Armada del Ejército Popular de Liberación.
Tiene una cubierta de vuelo de longitud completa para operaciones de helicópteros y cuentan con una plataforma inundable desde la cual desembarcar aerodeslizadores y vehículos blindados de asalto anfibio.

## Desarrollo
Los Tipo 075 son construidos por el astillero Hudong-Zhonghua Shipbuilding de Shanghái. El cabeza de serie de la clase, Hainan, fue botado en 2019; y fue comisionado en abril de 2021. El segundo, Guangxi, fue botado en 2020 y fue comisionado en diciembre de 2021. El tercero, Anhui, fue botado en enero de 2021.

## Diseño

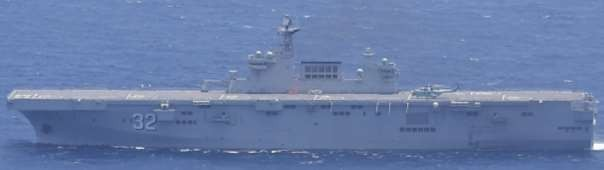
Imagen de perfil del Guangxi (32), año 2023.

El Tipo 075 tiene una cubierta de vuelo de longitud completa para operaciones de helicópteros y cuenta con una cubierta de pozo inundable desde la cual desembarcan aerodeslizadores y vehículos blindados de asalto anfibio.
Se estima que el tamaño y tonelaje del Tipo 075 es mayor que el de la mayoría de sus contemporáneos, con excepciones que incluyen la clase Wasp y la clase America de la Armada de los Estados Unidos.
Son LHD de 30 000 o 40 000 t de desplazamiento, 237 m de eslora; propulsión de motores diésel; 2× sistemas CIWS H/PJ-11, 2× misiles superficie-aire HQ-10; y capacidad para veintiocho (28) helicópteros.

## Unidades
| Nombre         | n.º | Constructor                  | Botadura                 | Alta                 | Estado          |
| -------------- | --- | ---------------------------- | ------------------------ | -------------------- | --------------- |
| 海南 / Hainan  | 31  | Hudong-Zhonghua Shipbuilding | 25 de septiembre de 2019 | 23 de abril de 2021  | En servicio     |
| 广西 / Guangxi | 32  | Hudong-Zhonghua Shipbuilding | 22 de abril de 2020      | Abril 2022           | En servicio     |
| 安徽 / Anhui   | 33  | Hudong-Zhonghua Shipbuilding | 29 de enero de 2021      | 1 de octubre de 2022 | En servicio     |
| 江西 / Jiangxi | 34  | Hudong-Zhonghua Shipbuilding | 14 de diciembre de 2023  |                      | En equipamiento |